# جون مكنيل (سياسي)
جون مكنيل (بالإنجليزية: John McNeill)‏ هو نقابي وسياسي أسترالي، ولد في 1868 في أستراليا، وتوفي في 14 يونيو 1943 في أستراليا. حزبياً، نشط في حزب العمال الأسترالي.